# Shantou
Shantou (cinese: 汕头; pinyin: Shàntóu) è una città-prefettura della Cina nella provincia del Guangdong.

## Storia
Durante la Dinastia Song, il villaggio di pescatori di Shantou fece parte della città di Tuojinag, distretto di Jieyang. Il villaggio fu chiamato Xialing durante la Dinastia Yuan. Nel 1653 Shantou fece parte del distretto di Chenghai nella prefettura di Chao (Chaozhou) e nel 1574 il villaggio venne rinominato Shashan Ping. Il nome Shantou deriva da una piattaforma per cannoni chiamata Shashan Toupaotai (sha shan tou pao tai) costruita nel villaggio durante il XVII secolo.
Il porto di Shantou nel XIX secolo fu aperto dalle autorità cinesi al commercio con le nazioni occidentali.
Shantou divenne una città nel 1919 e si separò dal distretto di Chengai nel 1921. Dal 1983 al 1989 Shantou, in qualità di città di alto livello, amministrò la città di Chaozhou.

## Geografia antropica

### Suddivisioni amministrative
Dal novembre 1991 Shantou amministra l'intera area metropolitana: cinque distretti con status di contea, una contea e due città (amministrate per conto della provincia):
- distretto di Longhu
- distretto di Jinyuan
- distretto di Shenping
- distretto di Dahao
- distretto di Hepu
- contea-isola di Nan'ao
- città di Chaoyang
- città di Chenghai

## Economia
Shantou è oggi una delle zone economiche speciali della Repubblica Popolare Cinese stabilite a partire dal 1980.
Shanthou non ha raggiunto gli stessi risultati economici conseguiti da altre zone economiche speciali del paese come Shenzhen, Xiamen e Zhuhai.

### Turismo
- il Tempio-Palazzo della Vecchia Madre (Laoma Gong): dedicato alla dea Matsu
- il Tempio dell'Imperatore Guan (Guandi Miao): dedicato a Guan Yu

## Società

### Evoluzione demografica
Buona parte della popolazione di Shantou è originaria della città di Chaozhou e la maggior parte dei residenti usa il dialetto locale di Chaozhou dei cinesi Min o il putonghua, dialetto nazionale.
Le statistiche governative mostrano che 2,16 milioni di cinesi emigrati hanno origini nella città di Shantou. Molti cinesi di Chaozhou vivono in Thailandia e a Singapore: questo spiega l'elevato numero di collegamenti aerei internazionali diretti tra Bangkok e Shantou.

## Curiosità
L'asteroide 3139 Shantou prende il nome da questa città.